# Veseud (Chirpăr), Sibiu

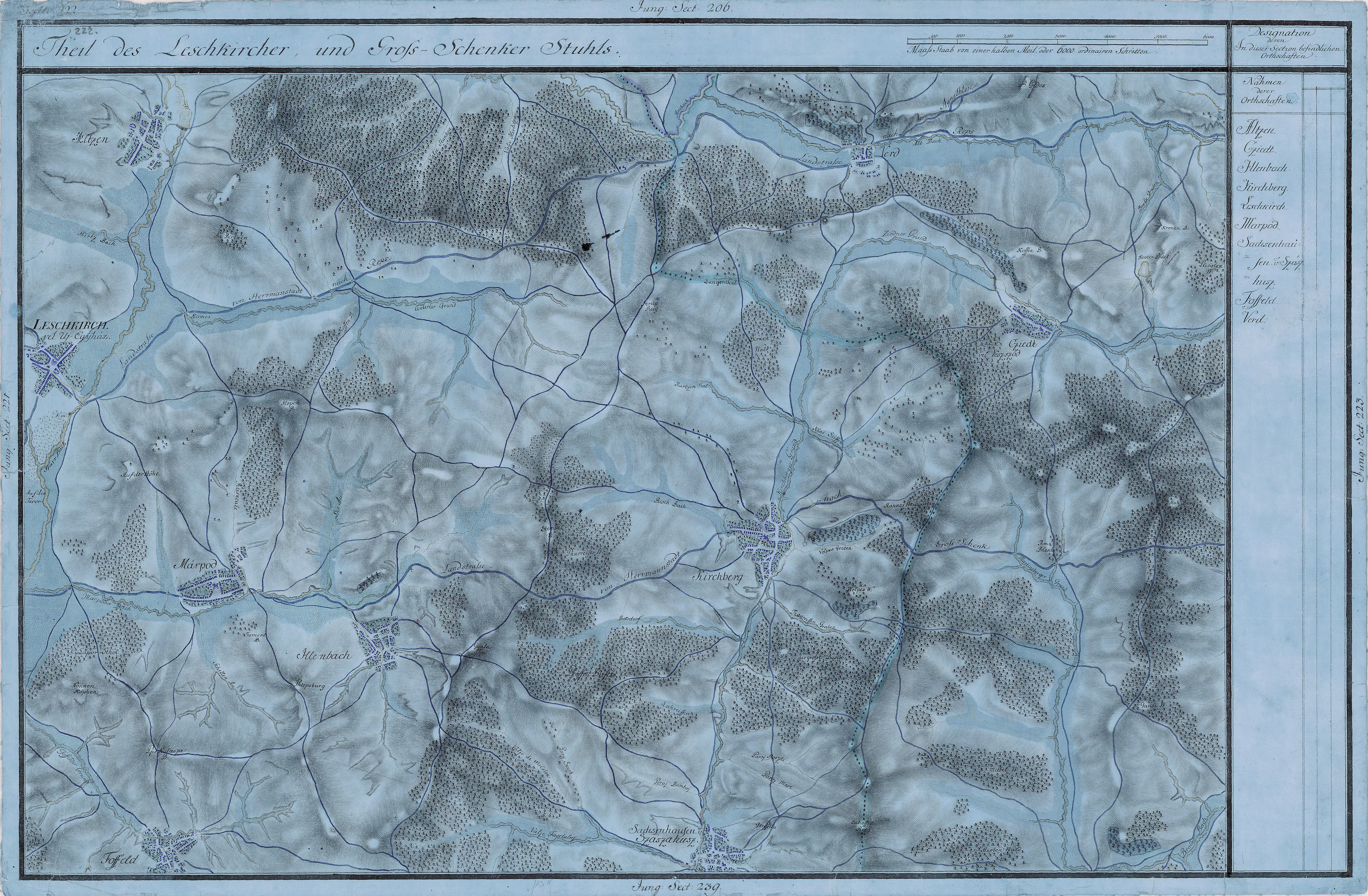
Veseud în Harta Iosefină a Transilvaniei, 1769-1773

Veseud, mai demult Vesăud, Veseud-Agnita (în dialectul săsesc Tsît, în germană Zied, Ziedt, în maghiară Szászvessződ, Vessződ), este un sat în comuna Chirpăr din județul Sibiu, Transilvania, România. Se află în partea de est a județului,  în Podișul Hârtibaciului. Localitatea se află la 6 km sud de Agnita și a fost prima oară atestată în 1379. Biserica și fortificațiile care o înconjurau odinioară sunt așezate pe un promontoriu, lângă drum.

## Biserica
- Vezi și Biserica fortificată din Veseud (Chirpăr)

Lăcașul de cult din Veseud era o  bazilică  romanică ridicată în secolul al XIII-lea. Ea avea probabil tipica  absidă  semicirculară, care a fost demolată la fortificarea de la sfârșitul secolului al XV-lea, pentru a se clădi deasupra corului  un turn de apărare cu cinci niveluri. Din bazilica romanică s-a păstrat doar arcul triumfal semicircular.

## Fortificația
O descriere a lui Friedrich Müller din 1857 amintește existența a două turnuri de apărare de plan pătrat, prevăzute cu galerii de apărare, și a două bastioane  circulare. Din fortificațiile bisericii de la Veseud s-a mai păstrat un singur fragment de zid pe latura de miazăzi, lung de 20 metri și lat de un metru.

## Imagini

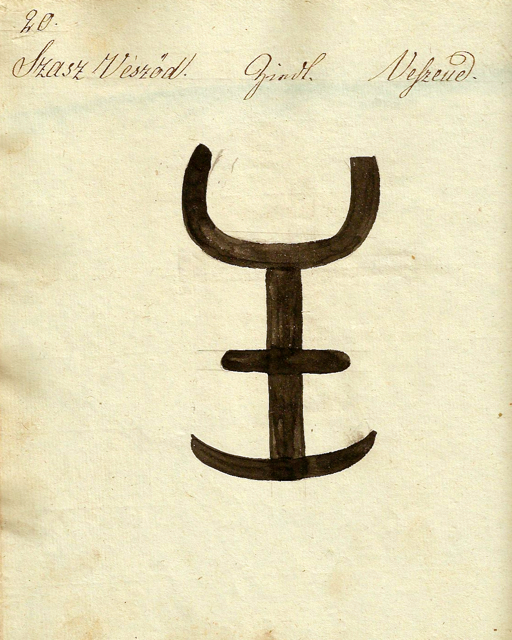
1826 - Danga pentru vite
- Biserica fortificată